# Ормушль
Ормушль (нем. Ohrmuschel — ушная раковина), или орикалёр (фр. auriculaire — ушной) — причудливый элемент орнамента, напоминающий ушную раковину, свойственный искусству маньеризма XVI века и фламандского барокко XVII столетия. Нидерландское название: «Kwabstijl». В Нидерландах использовали и другое, шутливое название: «стиль дельфинов и моллюсков» (de stijl van dolfijnen en weekdieren). Иногда орнамент ормушля, или орикалёра, отождествляют с кнорпельверком (хрящевидным орнаментом). Эти мотивы действительно трудно различимы, тем более, что они встречаются в разнообразных сочетаниях с картушами и ленточными плетениями бандельверками. В произведениях рисовальщиков-орнаменталистов и гравёров Нидерландов, Южной Германии и Чехии XVII века и в их описаниях применяли оба названия. Но этимология и нюансы их употребления различаются.
Немецкий маньерист, рисовальщик и гравёр Вендель Диттерлин из Штутгарта привёл образцы такого орнамента во втором издании своего трактата «Архитектура в построении, симметрии и пропорции пяти ордеров» (Architectura: Von Außtheilung, Symmetria und Proportion der Fünff Seulen, 1598). Мотив ормушля использовал в своих композициях французский протестант, архитектор, рисовальщик-орнаменталист и гравёр Даниэль Маро Старший. В Англии «ушной орнамент» называли «орикалер», или «аурикуляр» (англ. auricular style, от auricle — ушная раковина). Другое английское название: lobate style, от lobe — мочка уха. Элементы этого стиля использовали в резьбе по дереву, в частности в оформлении резных картинных рам, причём не только в Англии, но даже в Италии.
Подобный орнамент можно найти в произведениях многих нидерландских маньеристов, в том числе братьев Пауля и Адама ван Вианена (Фианена), живописцев и гравёров, мастеров золотых и серебряных изделий из Утрехта, а также в работах Ганса Вредемана де Вриса, Корнелиса Флориса Второго. Ученик Пауля Ван Вианена — Иоганнес Лутма работал в Амстердаме и использовал аналогичные мотивы. Кристиан Ван Вианен (1598 — после 1666), сын Адама, рисовальщик и гравёр, в 1635—1639 годах работал в Утрехте, а в 1652 и 1660—1666 годах жил в Англии и работал для английских королей Карла I и Карла II. В 1650 году он опубликовал альбом гравюр, иллюстрирующих произведения своей семьи, в которых в разных вариантах были представлены мотивы ормушля.